# 매솟 공항
매솟공항(태국어: ท่าอากาศยานนานาชาติแม่สอด, 영어: Mae Sot Airport, IATA: MAQ, ICAO: VTPM )은 태국의 딱주의 매솟에 위치한 국내공항이다. 현재 국내 2개 행선지와 연결돼 있다. 녹에어은 2017년 10월 매솟에서 양곤까지 첫 국제상업 운항을 시작했으나 2018년 1월 양곤에 대한 서비스가 중단됐다. 위즈덤 항공은 12인승 세스나 그랜드 캐러반으로 출발했는데, 매솟에서 치앙마이 국제공항으로 매주 돌아오는 비행기였다.
2019년 4월 4일 새 여객터미널이 문을 열었다. 구 터미널과 함께 17만 명의 승객 대신 연간 1,700만 명의 승객을 수용했다.
매솟 공항 활주로 확대는 2019년 완료되었으며 타이 에어아시아는 매솟의 활주로 확장이 완료되고 에어버스 A320 항공기에 적합한 매솟 목적지를 추가했다.

## 항공사 및 목적지
| 항공사 | 목적지       |
| ------ | ------------ |
| 녹에어 | 방콕(돈므앙) |